# Чолпань (комуна)
Чолпань, Чолпані (рум. Ciolpani) — комуна у повіті Ілфов в Румунії. До складу комуни входять такі села (дані про населення за 2002 рік):
- Ізворань (600 осіб)
- Луперія (230 осіб)
- Піску (782 особи)
- Чолпань (2860 осіб)

Комуна розташована на відстані 31 км на північ від Бухареста, 110 км на південь від Брашова.

## Населення
За даними перепису населення 2002 року у комуні проживали 4472 особи, усі — румуни. Усі жителі комуни рідною мовою назвали румунську.
Склад населення комуни за віросповіданням:
| Релігія     | Кількість осіб | Відсоток |
| ----------- | -------------- | -------- |
| православні | 4449           | 99,5%    |
| лютерани    | 15             | 0,3%     |
| бретрени    | 8              | 0,2%     |